# Freja Hellenberg
Freja Hellenberg, född 3 september 1989, är en svensk fotbollsspelare (försvarare). 
Hellenbergs moderklubb är Spårvägens FF. 2008 spelade hon för Älvsjö AIK i Norrettan.
Mellan 2008 och 2012 spelade Hellenberg för Djurgårdens IF DFF. 2013 till 2015 spelade hon för norska Avaldsnes IL. I december 2015 värvades Hellenberg av Kopparbergs/Göteborg FC.
I januari 2017 återvände Hellenberg till Djurgårdens IF DFF. Hon spelade 20 matcher i Damallsvenskan 2017, men fick efter säsongen inte förlängt kontrakt.